# Mike Richardson (giocatore di football americano)
Michael Calvin Richardson, detto Mike (Compton, 23 maggio 1961), è un ex giocatore di football americano statunitense che ha giocato nel ruolo di cornerback per sette stagioni nella National Football League (NFL). Fu scelto nel corso del secondo giro (33º assoluto) del Draft NFL 1983 dai Chicago Bears. Al college ha giocato a football all’Università statale dell'Arizona venendo premiato due volte come All-American.

## Carriera professionistica
Richardson fu scelto nel corso del secondo giro dei Draft 1983 dai Chicago Bears. Nella sua stagione da rookie disputò tutte le 16 gare mettendo a segno 5 intercetti. Nel 1985, i Bears terminarono la stagione regolare con un record di 15-1, vincendo il Super Bowl XX contro i New England Patriots per 46-10. Nella stagione successiva, Mike mise a segno un primato in carriera di 7 intercetti, venendo inserito nella formazione ideale della stagione All-Pro. Richardson rimase ai Bears fino alla stagione 1988. La stagione successiva, la sua ultima da professionista, giocò con i San Francisco 49ers con cui vinse il suo secondo anello del Super Bowl.

## Vittorie e premi

### Franchigia
- Super Bowl : 2

Chicago Bears: Super Bowl XX
San Francisco 49ers: Super Bowl XXIV
- National Football Conference Championship: 2

Chicago Bears: 1985
San Francisco 49ers: 1989

### Individuale
- All-Pro: 1

1986

## Statistiche
| Partite totali    | 91 |
| Intercetti fatti  | 20 |
| Fumble recuperati | 4  |